# Transports en commun de Saint-Lô
Le réseau de bus Saint-Lô Agglo Mobilités ou SLAM BUS (anciennement Transports Urbains Saint-Lô Agglo) est créé en 1980 et renommé en 2019. Il est composé de cinq lignes avec 15 bus et deux petits bus (Transport à la demande) et deux minibus électriques.
Le service était géré par Transdev, dont le contrat a été renouvelé pour la période allant du 1er septembre 2010 au 31 décembre 2018. Depuis le 1er janvier 2019, le réseau est géré par Tusa Delcourt (filiale des Autocars Delcourt).
En 2008, la société enregistre plus de 850 000 voyages.

## Histoire du réseau
Le réseau TUSA (Transport Urbains Saint-lô Agneaux) est créé en 1980. Au début, le réseau est composé de 3 lignes (A, B et C) avec un hub au niveau de la mairie de Saint-Lô. Les bus arborent une livrée jaune et verte, puis une livrée rouge et blanche. L’opérateur est Transdev.
En 2019, le réseau est renommé SLAM, acronyme de Saint-Lô Agglo Mobilités, à la suite d’un changement d’exploitant, les Autocars Delcourt remplaçant le groupe Transdev. 15 Iveco Urbanway sont mis en service, arborant la nouvelle identité visuelle bleue et blanche et équipé du Wi-Fi. 2 nouvelles lignes sont également mises en place : la ligne N, entre Saint-Lô et l’ancienne commune de Torigni-sur-Vire (devenue commune déléguée de Torigny-les-Villes), et la ligne S à destination des scolaires. Cette dernière est supprimée après le premier confinement.
Un services de transports à la demande voit aussi le jour avec des minibus vert et blanc. Ce service de transport à la demande est destiné aux communes périphériques de Saint-Lô.

## Structure du réseau

### Organisation
Il y a 1 hub au niveau de la gare SNCF.

### Itinéraire des lignes

#### Lignes régulières
| Ligne | Caractéristiques | Caractéristiques                                                               | Caractéristiques                                                               | Caractéristiques                                                               | Caractéristiques                                                               | Caractéristiques                                                               | Caractéristiques                                                               | Caractéristiques                                                               | Caractéristiques                                                               |
| A     | Saint-Lô - Agglo21 ⥋ Agneaux - Villechien | Saint-Lô - Agglo21 ⥋ Agneaux - Villechien                                      | Saint-Lô - Agglo21 ⥋ Agneaux - Villechien                                      | Saint-Lô - Agglo21 ⥋ Agneaux - Villechien                                      | Saint-Lô - Agglo21 ⥋ Agneaux - Villechien                                      | Saint-Lô - Agglo21 ⥋ Agneaux - Villechien                                      | Saint-Lô - Agglo21 ⥋ Agneaux - Villechien                                      | Saint-Lô - Agglo21 ⥋ Agneaux - Villechien                                      | Saint-Lô - Agglo21 ⥋ Agneaux - Villechien                                      |
| ----- | --- | ------------------------------------------------------------------------------ | ------------------------------------------------------------------------------ | ------------------------------------------------------------------------------ | ------------------------------------------------------------------------------ | ------------------------------------------------------------------------------ | ------------------------------------------------------------------------------ | ------------------------------------------------------------------------------ | ------------------------------------------------------------------------------ |
| A     | Ouverture / Fermeture 1980 / — | Longueur —                                                                     | Durée —                                                                        | Nb. d’arrêts 33                                                                | Matériel Iveco Urbanway                                                        | Jours de fonctionnement Lundi au Samedi                                        | Jour / Soir / Nuit / Fêtes — / — / — / —                                       | Voy. / an —                                                                    | Dépôt Slam Delcourt Dépôt de bus                                               |
| A     | Desserte : Saint-Lô : Collège Pasteur, Hôtel de Ville, Gare S.N.C.F ; Agneaux : CFA d'Agneaux, Établissement Privé de l'Institut, Centre Commercial Odysée |                                                                                |                                                                                |                                                                                |                                                                                |                                                                                |                                                                                |                                                                                |                                                                                |
| A     | Autre : |                                                                                |                                                                                |                                                                                |                                                                                |                                                                                |                                                                                |                                                                                |                                                                                |
| A     | Dernière actualisation : — |                                                                                |                                                                                |                                                                                |                                                                                |                                                                                |                                                                                |                                                                                |                                                                                |
| B     | Saint-Lô - Conseil Départemental ⥋ Saint-Georges-Montcocq (Mairie)/La Houssaye                                                                             | Saint-Lô - Conseil Départemental ⥋ Saint-Georges-Montcocq (Mairie)/La Houssaye | Saint-Lô - Conseil Départemental ⥋ Saint-Georges-Montcocq (Mairie)/La Houssaye | Saint-Lô - Conseil Départemental ⥋ Saint-Georges-Montcocq (Mairie)/La Houssaye | Saint-Lô - Conseil Départemental ⥋ Saint-Georges-Montcocq (Mairie)/La Houssaye | Saint-Lô - Conseil Départemental ⥋ Saint-Georges-Montcocq (Mairie)/La Houssaye | Saint-Lô - Conseil Départemental ⥋ Saint-Georges-Montcocq (Mairie)/La Houssaye | Saint-Lô - Conseil Départemental ⥋ Saint-Georges-Montcocq (Mairie)/La Houssaye | Saint-Lô - Conseil Départemental ⥋ Saint-Georges-Montcocq (Mairie)/La Houssaye |
| B     | Ouverture / Fermeture 1980 / — | Longueur —                                                                     | Durée —                                                                        | Nb. d’arrêts 16                                                                | Matériel Iveco Urbanway                                                        | Jours de fonctionnement Lundi au Samedi                                        | Jour / Soir / Nuit / Fêtes — / — / — / —                                       | Voy. / an —                                                                    | Dépôt Slam Delcourt Dépôt de bus                                               |
| B     | Desserte : Saint-Lô : Hôpital, Gare S.N.C.F, Hôtel de Ville, Conseil Départemental, Jardin Du Pressoir, Sécurité Sociale                                   |                                                                                |                                                                                |                                                                                |                                                                                |                                                                                |                                                                                |                                                                                |                                                                                |
| B     | Autre : |                                                                                |                                                                                |                                                                                |                                                                                |                                                                                |                                                                                |                                                                                |                                                                                |
| B     | Dernière actualisation : — |                                                                                |                                                                                |                                                                                |                                                                                |                                                                                |                                                                                |                                                                                |                                                                                |
| C     | Saint-Lô - Centre Aquatique ⥋ Saint-Lô- La Madeleine | Saint-Lô - Centre Aquatique ⥋ Saint-Lô- La Madeleine                           | Saint-Lô - Centre Aquatique ⥋ Saint-Lô- La Madeleine                           | Saint-Lô - Centre Aquatique ⥋ Saint-Lô- La Madeleine                           | Saint-Lô - Centre Aquatique ⥋ Saint-Lô- La Madeleine                           | Saint-Lô - Centre Aquatique ⥋ Saint-Lô- La Madeleine                           | Saint-Lô - Centre Aquatique ⥋ Saint-Lô- La Madeleine                           | Saint-Lô - Centre Aquatique ⥋ Saint-Lô- La Madeleine                           | Saint-Lô - Centre Aquatique ⥋ Saint-Lô- La Madeleine                           |
| C     | Ouverture / Fermeture 1980 / — | Longueur —                                                                     | Durée —                                                                        | Nb. d’arrêts 26                                                                | Matériel Iveco Urbanway                                                        | Jours de fonctionnement Lundi au Samedi                                        | Jour / Soir / Nuit / Fêtes — / — / — / —                                       | Voy. / an —                                                                    | Dépôt Slam Delcourt Dépôt de bus                                               |
| C     | Desserte : Saint-Lô : ZI Chevalerie, Centre Commercial Bois Ardent, Lycée Curie-Corot et Lycée Le Verrier, Bon Sauveur, Gare S.N.C.F, Hôtel de Ville       |                                                                                |                                                                                |                                                                                |                                                                                |                                                                                |                                                                                |                                                                                |                                                                                |
| C     | Autre : |                                                                                |                                                                                |                                                                                |                                                                                |                                                                                |                                                                                |                                                                                |                                                                                |
| C     | Dernière actualisation : — |                                                                                |                                                                                |                                                                                |                                                                                |                                                                                |                                                                                |                                                                                |                                                                                |
| N     | Saint-Lô - Gare S.N.C.F ⥋ Torigny-Les-Villes- Rue Havin | Saint-Lô - Gare S.N.C.F ⥋ Torigny-Les-Villes- Rue Havin                        | Saint-Lô - Gare S.N.C.F ⥋ Torigny-Les-Villes- Rue Havin                        | Saint-Lô - Gare S.N.C.F ⥋ Torigny-Les-Villes- Rue Havin                        | Saint-Lô - Gare S.N.C.F ⥋ Torigny-Les-Villes- Rue Havin                        | Saint-Lô - Gare S.N.C.F ⥋ Torigny-Les-Villes- Rue Havin                        | Saint-Lô - Gare S.N.C.F ⥋ Torigny-Les-Villes- Rue Havin                        | Saint-Lô - Gare S.N.C.F ⥋ Torigny-Les-Villes- Rue Havin                        | Saint-Lô - Gare S.N.C.F ⥋ Torigny-Les-Villes- Rue Havin                        |
| N     | Ouverture / Fermeture 2019 / — | Longueur —                                                                     | Durée —                                                                        | Nb. d’arrêts 8                                                                 | Matériel Iveco Urbanway                                                        | Jours de fonctionnement lundi au samedi                                        | Jour / Soir / Nuit / Fêtes — / — / — / —                                       | Voy. / an —                                                                    | Dépôt Slam Delcourt Dépôt de bus                                               |
| N     | Desserte : (Saint-Lô Gare S.N.C.F, Hôtel de Ville, Parc des Expositions), (Baudre: Fumichon)                                                               |                                                                                |                                                                                |                                                                                |                                                                                |                                                                                |                                                                                |                                                                                |                                                                                |
| N     | Autre : |                                                                                |                                                                                |                                                                                |                                                                                |                                                                                |                                                                                |                                                                                |                                                                                |
| N     | Dernière actualisation : — |                                                                                |                                                                                |                                                                                |                                                                                |                                                                                |                                                                                |                                                                                |                                                                                |

## Exploitation

### Le parc
Le parc a été entièrement renouvelé en juillet 2019 avec l'acquisition de 19 nouveaux véhicules.
Le parc total est composé de :
- 10 Iveco Bus Urbanway 12 mètres
- cinq Iveco Bus Urbanway 10 mètres
- deux petits bus Peugeot Boxer (Transport à la demande)
- deux minibus BlueBus 6 mètres.

S'ajoute à cela, une campagne d'équipement des véhicules afin de répondre aux nouvelles normes d'accessibilité des Transports en Commun (annonces sonores, bandeaux défilants).